# 戈尔福海堡
戈尔福海堡（義大利語：Castellammare del Golfo，義大利語發音：[kaˌstɛllamˈmaːre del ˈɡolfo]）是意大利特拉帕尼省的一个市镇。总面积127.14平方公里，人口15184人，人口密度119.4人/平方公里（2009年）。ISTAT代码为081005。
由義大利文直譯，其名稱是「在海灣的海邊城堡」的意思。